# Gagrella melanobunus
Gagrella melanobunus is een hooiwagen uit de familie Sclerosomatidae.